# Чорний Іртиш
Чорний Іртиш (кит.: 额尔齐斯河 — É'ěrqísī hé, каз. Қара Ертіс) — верхня течія річки Іртиш, від витоку до впадіння в озеро Зайсан.
Термін Кара є антонімом — Ак, (Аксу  — льодовикова вода), тому назва Қара Ертіс — є лише позначенням витоків з джерела на південному схилі гори Куйтен-Рашаантин-Уул .
Вода з Чорного Іртишу надходить до центру нафтогазової промисловості Синьцзян-Уйгурського автономного району місто Карамай по каналу «Чорний Іртиш-Карамай-Урумчі» завдовжки понад 300 км і завширшки 22 метри. Частина стоку Чорного Іртиша надходить в озеро Улюнгур, внаслідок чого площа озера останнім часом збільшилася на 200 км². Офіційно для каналу «Чорний Іртиш — Карамай» Китай відбирає понад 2 км³ на рік. Канал «Іртиш — Урумчі» спрямований на водопостачання Таримського басейну, де виявлені великі родовища нафти і газу.
На території Казахстану є єдиний міст через Чорний Іртиш біля села Буран.

## ГЕС
На річці розташовано ГЕС Kālàsùkè.